# Dehloran
Dehlorān (farsi دهلران) è il capoluogo dello shahrestān di Dehloran, circoscrizione Centrale, nella provincia di Ilam. Aveva, nel 2006, una popolazione di 27.602 abitanti.
Gli abitanti di Dehloran sono di etnia curda, lorense, araba e lak.